# 下青木村
下青木村（しもあおきむら）は、埼玉県北足立郡に存在した村。 現在の川口市中青木、青木、上青木の一部に当たる。

## 歴史

### 村の歴史
1889年に下青木、上青木、前川村が合併し、青木村になった後に1993年に川口町に統合された。同時に市制を施行し、川口市となり、市役所が置かれた。

### 川口市に統合されてから
市役所が置かれ、鋳物工場で発展し、且つ住宅地として栄えてきた。現在は、鋳物工場は少なくなり、小学校の近くにある鋳工所に工場見学へ行っている様子も窺える。

## 地理
下青木村は、入間川（現・荒川）は村域に入らないが昔からの鋳物、キューポラで有名。
現在は川口市に統合されているが、未だ鋳物の町として有名である。
現在でも、青木地区という名は残っている。
| スタブアイコン | サブスタブ | この項目は、まだ閲覧者の調べものの参照としては役立たない、埼玉県に関連した書きかけの項目です。この項目を加筆・訂正などしてくださる協力者を求めています（P:日本の都道府県/埼玉県）。 |